# Birmingham Bulls (football américain)
Pour les articles homonymes, voir Bulls de Birmingham.

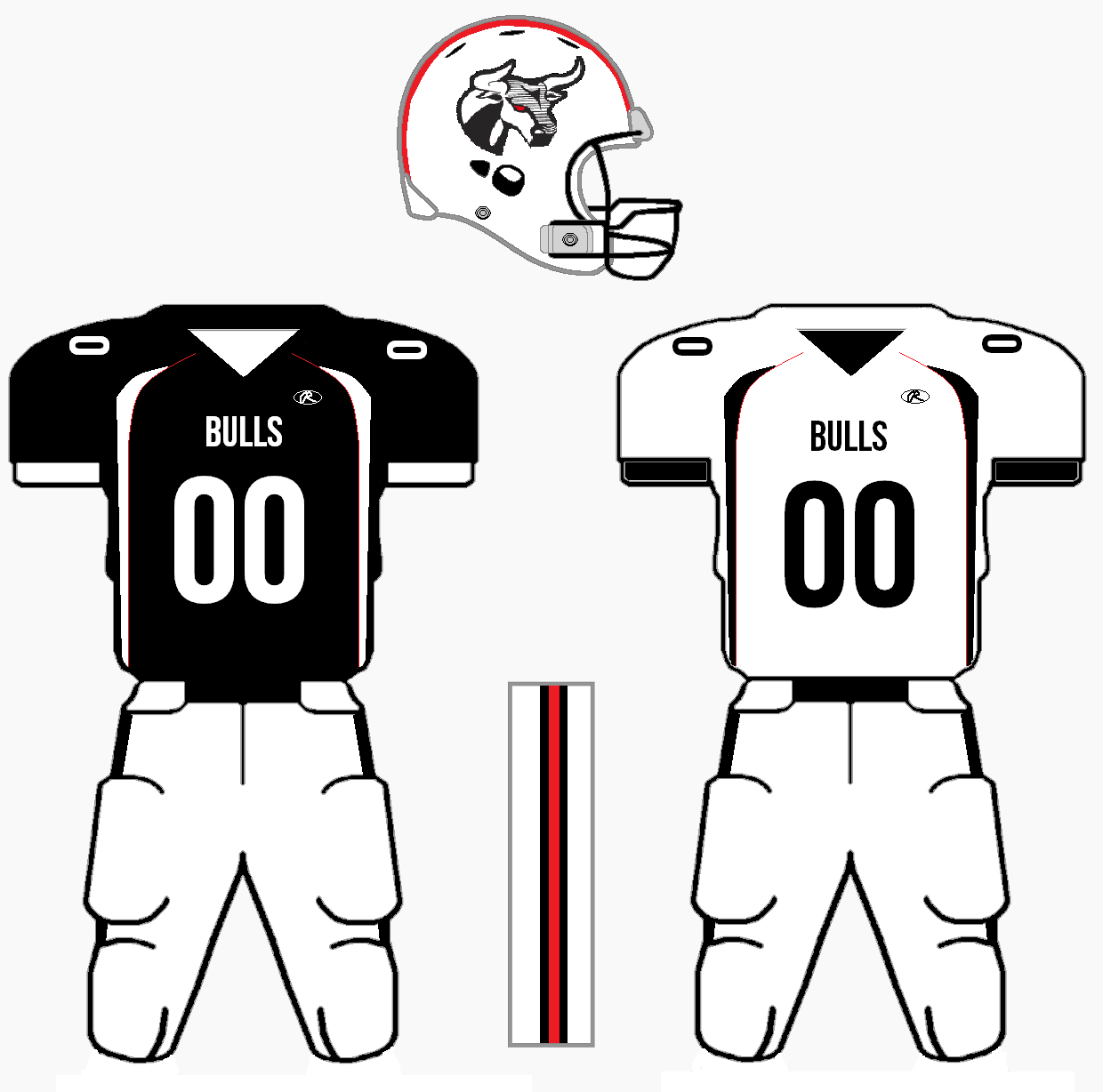
Uniformes des Birmingham Bulls de 2015

Les Birmingham Bulls est un club anglais de football américain basé à Birmingham. Ce club fut fondé en 1983.

## Palmarès
- Champion du Royaume-Uni : 1986, 1988, 1991, 1995
- Vice-champion du Royaume-Uni : 1989, 1994, 1999,  2000